# 郭守文
郭守文（935年—989年），字國華，并州太原人。后汉、后周及北宋初年武将。

## 生平
父郭晖擔任後漢為護聖軍使，從征李守貞，先登而歿。時年十四，樞密使郭威憐之，召置賬下，熟兵法，长谋略。广顺初年，补左班殿直，迁东第二班副都知。世宗即位，授檢校工部尚書、加上柱國，歷任殿前司東西兩班押班、都知。顯德年間，遷檢校禮部尚書、檢校刑部尚書。建隆初，遷檢校戶部尚書、充西头供奉官。三年（962年），授檢校兵部尚書。乾德二年（964年）十一月，隨忠武軍節度使、西川行營鳳州路都部署王全斌参加平蜀之役。三年（965年）正月，蜀地平，以功选知简州（今四川简阳）。开宝三年（970年）九月，隨潭州防禦使、賀州道行營兵馬都部署潘美征伐南汉，生擒边将刘锨。四年（971年）二月，南汉后主劉鋹出降，岭表平，持傳告捷，授檢校尚書省右僕射、遷翰林副使。开宝七年（974年）九月，再随義成軍節度使、宣徽南院使曹彬征南唐。八年（974年）十一月，圍金陵（今江苏南京），城破，生俘后主李煜。李煜打算自殺，守文“因谓李煜曰：‘国家止务恢复疆土，以致太平，岂复有后至之责耶？’煜心遂安。”九年（976年）正月，受遣奉露布，以江南國主李煜及其子弟、官屬等五十五人來獻。二月，賞江南之功，授檢校尚書省左僕射、改西京作坊使，领翰林司事。四月，進封南陽縣開國男、食邑三百戶。 九月，随彰信軍節度使、侍衛親軍馬軍司都指揮使、河東道行營馬步軍都部署党进伐北汉，於团柏谷（今山西祁县东南）大败汉军。
晉王即皇帝位，授檢校司空。太平兴国三年（978年），遣调秦州（州治今甘肃天水），丁母憂，起復西上閤門使。四年（979年）正月，太宗親征太原，為河東行營馬軍都監兼先鋒使。五月，北漢國主劉繼元素服出降，其弟劉繼文據代州，依契丹以拒命，受命討之，擊败刘继文，攻克代州。是月，大軍班師。九月，受詔為定州駐泊兵馬都監。十月，契丹南侵，破敵于滿城，以功升东上閤門使，领澶州刺史。五年（980年）十月，契丹攻雄州，受命赴援，既至，敵遁走。六年（981年），郊祀，加金紫光祿大夫、進封南陽縣開國子、增食邑五百戶。七年（982年），奉詔歸朝。八年（983年），遷内客省使。雍熙元年（984年），進封南陽郡開國侯、加食邑一千戶。二年（985年），移屯並州。三月，領武州团练使，擊败夏州（今陕西横山）盐城镇岌罗腻等部族，“斩首数千节，俘获牲畜万计。”，又擊敗咩嵬族，收復麟州。三年（986年）正月，太宗計劃收复燕云十六州，為幽州道行营前军馬步軍水陆戰棹都监，守文被辽军流矢射中，继续督战，因“违诏逗留退兵”。七月，以“違詔失律，士多死亡”，左遷右屯卫大将军。四年（987年）正月，特拜宣徽北院使、充鎮州駐泊北面排陣使。端拱元年（988年），遷檢校太保、加食邑一千五百戶、改宣徽南院使。五月，詔許入覲。八月，充鎮定州兵馬行營都部署。二年（989年）五月，兼鎮州、高陽關兩路排陣使。六月，契丹入寇，在唐河（今河北唐县、望都）擊敗契丹軍。十一月，卒于公署，年五十五，“军士尽流涕”。得俸祿，皆市牛酒以犒軍士，死之日，家无余财，帝嗟叹久之，赐其家钱五百万，贈侍中，遣黃門護其喪柩，錄其子為五品正員官。淳化元年（990年）某月，葬於東京某縣某鄉某里。 再加贈尚書令、封譙王。咸平三年（1000年）三月，追封彭王。大中祥符九年（1016年）八月，謚號忠武。与梁氏所生次女为宋真宗继后。第四子郭崇仁。

## 家族
- 曾祖：郭湛，赠太子太保
- 曾祖母：劉氏，追封彭城郡夫人
- 祖:郭秉，贈太子少保
- 祖母：郝氏，追封太原郡夫人
- 父：郭暉，贈太子少師
- 母：趙氏，追封天水郡太夫人
- 妻：梁氏，安定郡夫人
- 子：郭崇德，終官太子中書舍人
  - 孫：郭承壽，終官虞部司員外郎
    - 曾孫：郭若水，太常寺奉禮郎
- 子：郭崇信，終官西京左藏庫使、同知皇城司、贈福州觀察使
- 子：郭崇嚴，終官崇儀使、全州刺史、贈潤州觀察使
- 子：郭崇仁，終官磁州防禦使、贈彰德軍節度觀察留後、加贈安國軍節度使
  - 孫女：郭氏，累封普寧郡君，適磁州防禦使趙宗博
- 女：郭氏，適殿直張水福
- 女：郭氏，封太原郡君、適吳光載
- 女：郭氏，封太原郡夫人、適吳光載
- 女：章穆皇后

## 延伸阅读
[在维基数据编辑]
 《宋史·卷259》，出自脱脱《宋史》